# Rhyparida margrafi
Rhyparida margrafi es una especie de insecto coleóptero de la familia Chrysomelidae. Fue descrita científicamente en 1995 por Medvedev.